# Iana (Magadan)
|  | Per a altres significats, vegeu «Iana». |

Iana (en rus: Яна) és un poble (possiólok) de l'óblast de Magadan, a Rússia, que el 2018 tenia 98 habitants.